# شاهین دوتایی
شاهین دوتایی (انگلیسی: Double Falcon؛ همچنین احتمالاً دجو، نبوی، هروی و حَروی) یکی از فرمانروایان مصر سفلی در دورهٔ نقاده سوم بود. احتمال دارد که او در سدهٔ ۳۲ پیش از میلاد سلطنت کرده باشد. مدت دقیق حکومت او نامشخص است.

## شواهد و نشانه‌های تاریخی
در سال ۱۹۱۰، مصرشناس ژان کلِدا نخستین شواهد از وجود شاهین دوتایی را کشف کرد. کلدا در حال کاوش در محوطهٔ محمودیه در شمال‌شرقی دلتای نیل بود که یک دهقان در نزدیکی ال‌بیدا هنگام کاشت نخل، کوزه‌ای به همراه چند قطعهٔ کنده‌کاری‌شده پیدا کرد و به او تحویل داد. کلدا با بررسی محل، به‌زودی چهار سِرِخ متعلق به شاهین دوتایی را کشف کرد.
دومین گواهی مربوط به شاهین دوتایی در سال ۱۹۱۲ کشف شد، زمانی که هرمان یونکر در محوطهٔ تورا در حال حفاری بود. در آن‌جا، گوری کشف شد که کوزه‌ای کامل با یک سِرِخ دارای دو شاهین بر بالای آن پیدا شد.
در سال‌های اخیر، سِرِخ‌های شاهین دوتایی در مناطق مختلفی یافت شده‌اند، از جمله: شبه‌جزیره سینا، تل ابراهیم عوض در شرق دلتا، ادیمه و ابیدوس در مصر علیا و معدن پلمهیم در جنوب اسرائیل.
تمرکز سِرِخ‌های شاهین دوتایی در مصر سفلی و شمال‌غربی سینا نشان می‌دهد که فرمانروایی او ممکن است محدود به این مناطق بوده باشد. با این حال، پراکندگی جغرافیایی گسترده‌تر این سِرِخ‌ها، به‌ویژه در مصر علیا و شام جنوبی، نشان می‌دهد که نفوذ پادشاهان نقاده سوم در پایان این دوره، چه از طریق تجارت و چه از طریق جنگ، به مسافت‌های دورتری نیز گسترش یافته بود.
اگر نگاره‌های موجود در سمتِ روی پالت لیبیایی دربردارندهٔ نام‌های سلطنتی باشند، ممکن است نام شاهین دوتایی در ردیف دوم نمادهای حک‌شده، در کنار شاه عقرب یکم یا عقرب دوم آمده باشد.

## نام
سُرخ (serekh) شاهین دوتایی در چینش و ساختارش منحصر به فرد است. نخست، این تنها سرخی است که توسط دو شاهین حور که به سمت هم نگاه می‌کنند، تاج‌گذاری شده است. دوم، این سرخ فاقد بخش نام است و به جای آن با خطوط عمودی پر شده است که معمولاً نمایانگر نمای طاق‌دار کاخ هستند. همچنین، این سرخ فاقد خط افقی است که معمولاً نمای کاخ را از نام فرمانروا در بالا جدا می‌کند. در نهایت، هر شاهین روی یک قله‌ی جداگانه ایستاده است. سرخ‌های موسوم به «سرخ‌های ناشناس» به نسبت زیاد در مصر علیا و سفلی یافت شده‌اند و برخی از آنها منشاءشان در رفح واقع در جنوب فلسطین است. بسیاری از این سرخ‌ها در مقابر ابیدوس، به ویژه در مقابر U-s و U-t کشف شده‌اند.  علاوه بر سرخ اصلی شاهین دوتایی، م. ج. کلدا تعدادی سرخ مشابه از آثار یافت شده در ال‌بیدا نیز پیدا کرد که یکی از آنها را نام یک ملکه به نام «کا-نیت» فرض کرده است. در مورد شاهین دوتایی به عنوان یک فرعون، کلدا و مصرشناسان همکارش، گونتر درایر و ادوین فن دن برینک، بر این باورند که این ویژگی‌های خاص نمادین معانی عمیق‌تری دارند. احتمالاً دو شاهین نماینده‌ی مصر سفلی و سینا هستند، چرا که به نظر می‌رسد شاهین دوتایی بر هر دو منطقه حکومت می‌کرده است. درایر معتقد است که شاهین‌ها روی نماد «نشان کوه»، یعنی علامت N26 در فهرست نمادهای گاردینر ایستاده‌اند:
| N26 |

و نام را به صورت دجو (ḏw) می‌خواند، به این معنا که نام شاه با دو شاهین بر فراز کوه‌ها در بالای یک سرخ ساده نمایش داده شده است. در مقابل، الخاندرو خیمنز سرانو نام را نبوی (nb.wy) به معنی «دو ارباب» می‌خواند و تشابهی میان آن با یک پالت آرایشی بسیار قدیمی‌تر که در موزه باربیه-مولر ژنو نگهداری می‌شود، مشاهده می‌کند.